# الفضيل بن عياض
الفضيل بن عياض، أحد أعلام أهل السنة في القرن الثاني الهجري، لقب بـ «عابد الحرمين» (107 هـ - 187 هـ).

## اسمه ونشأته
الفضيل بن عياض بن مسعود بن بشر أبو على التميمي اليربوعي الخراساني. ولد في سمرقند سنة 107 هـ ونشأ بأبيورد.

## توبته
روى ابن عساكر بسنده عن الفضل بن موسى قال: كان الفضيل شاطرا يقطع الطريق بين أبيورد وسرخس وكان سبب توبته أنه عشق جارية فبينما هو يرتقى الجدران إليها سمع تاليا يتلو «ألم يأن للذين آمنوا أن تخشع قلوبهم لذكر الله» قال: يارب قد آن فرجع فآواه الليل إلى خربة فاذا فيها رفقة فقال بعضهم: نرتحل وقال قوم: حتى نصبح فان فضيلا على الطريق يقطع علينا قال: ففكرت وقلت: أنا أسعى بالليل في المعاصي وقوم من المسلمين هاهنا يخافونني وما أرى الله ساقني إليهم إلا لأرتدع اللهم إني قد تبت إليك وجعلت توبتي مجاورة البيت الحرام.

## شيوخه
روى عن الأعمش والثورى ومنصور بن المعتمر وهشام بن حسان وسليمان التيمي وعوف الأعرابي وحصين بن عبد الرحمن وليث بن أبي سليم وسليمان بن فيروز الشيباني وعوف بن أبي جميلة الأعرابي ويحيى بن عبيد الله بن موهب وعطاء بن السائب وغيرهم.

## تلاميذه والرواة عنه
روى عنه الثوري وابن عيينة والشافعي وابن المبارك والحميدي ويحيى القطان وعبد الرحمن بن مهدي وقتيبة بن سعيد وبشر الحافي.

## ثناء العلماء عليه
- قال ابن عيينة: «فضيل ثقة وكان يقبل يده.»
- قال النسائي: «ثقة مأمون رجل صالح.»
- قال ابن المبارك: «ما بقى على ظهر الأرض عندي أفضل من فضيل بن عياض.»
- وقال الذهبي: «الإمام القدوة الثبت شيخ الإسلام.»
- قال ابن حجر: «ثقة عابد امام.»

## اخلاق الفضيل بن عياض
شهد له العديد من الأفاضل عن اخلاقه حيث ناله العديد من الثناء وعنهم
- قال عنه الخليفة “هارون الرشيد”: (ما رأيت في العلماء أهيب من “مالك“، ولا أورع من “الفضيل”).
- ويقول “ابن المبارك” أيضًا: ما بقي على ظهر الأرض أفضل من الفضيل بن عياض.[4]

## من أقواله
- قال: «من خاف الله لم يضره أحد، ومن خاف غير الله لم ينفعه أحد.»
- قال: «بقدر ما يصغر الذنب عندك يعظم عند الله، وبقدر ما يعظم عندك يصغر عند الله.»
- قال: «الخوف أفضل من الرجاء ما دام الرجل صحيحا، فإذا نزل به الموت فالرجاء أفضل.»
- قيل له: «ما الزهد؟ قال: القنوع. قيل: ما الورع؟ قال: اجتناب المحارم. قيل: ما العبادة؟ قال: أداء الفرائض. قيل: ما التواضع؟ قال: أن تخضع للحق.»
- قال: «لو أن لى دعوة مستجابة ما جعلتها إلا في السلطان قيل له: يا أبا على فسر لنا هذا، قال: إذا جعلتها في نفسى لم تعدني، وإذا جعلتها في السلطان صلح فصلح بصلاحه العباد والبلاد.»
- قال: «عليك بطرق الهدى ولا يضرك قلَّة السالكين، وإياك وطرق الضلالة ولا تغتر بكثرة الهالكين»
- قال: «لا يبلغ العبد حقيقة الايمان حتى يعد البلاء نعمة والرخاء مصيبة وحتى لا يحب أن يحمد على عبادة الله.»
- قال: «من استوحش من الوحدة واستأنس بالناس لم يسلم من الرياء، لا حج ولا جهاد أشد من حبس اللسان، وليس أحد أشد غما ممن سجن لسانه.»
- قال: «كفى بالله محبا، وبالقرآن مؤنسا، وبالموت واعظا.»
- قال: «خصلتان تقسيان القلب، كثرة الكلام، وكثرة الأكل.»
- قال: «إذا أحب َّاالله عبداً أكثر غمَّه، وإذا أبغض عبداً وسَّع عليه دنياه.»
- قال: «لو أن الدنيا بحذافيرها عُرضت على َّولا أحاسب بها لكنت أتقذرها، كما يَتقّذَر أحدكم الجيفة إذا مرَّ بها أن تصيب ثوبه»
- قال: «لو حلفت أنِّي مُراء أحب ُّإليَّ من أن أحلف أنيِّ لست بمراء.»
- قال: «ترك العمل لأجل الناس هو الرياءُ، والعمل لأجل الناس هو الشرك.»
- قال: «إني لأعصى االله، فأعرف ذلك في خُلق حماري وخادمي.»[5]

## وفاته
توفى الفضيل في محرم سنة 187 هـ.